# Rue Benjamin Franklin
Koordinaten: 48° 52′ N, 2° 17′ O
Die Rue Benjamin Franklin befindet sich in Passy, dem 16. Arrondissement von Paris.

## Lage
Die nach Benjamin Franklin benannte Straße beginnt am Place de Costa Rica, der schon im alten Dorf Passy (das 1860 nach Paris eingemeindet wurde) ein Verkehrsknotenpunkt war und an dem auch die Straßen Rue de Passy, Rue Raynouard und Rue de la Tour ihren Anfang nehmen. Von dort aus verläuft sie in nördlicher Richtung bis zur Avenue Paul Doumer. Kurz vor der Mündung in die Avenue teilt sie sich und umschließt so eine Grünanlage, auf der ein Denkmal für Benjamin Franklin steht.
Mit der Metro über die Stationen Trocadéro und etwas entfernter Passy (  und ) oder dem Bus  RATP 32 kommt man zur Straße.

## Namensursprung
Die Straße wurde nach Benjamin Franklin (1706–1790) benannt, der als einer der Gründerväter der USA gilt und neun Jahre seines Lebens (von 1777 bis 1786) hier in Passy in der Rue Raynouard, damals noch Rue Basse, verbracht hat.

## Geschichte
Die Straße wurde als «Rue Neuve–des–Mines» auf dem Gelände des ehemaligen Klosters Couvent des Minimes de Nigeon angelegt. 1791 bekam sie den Namen «Rue Franklin».
Als 1933 die Avenue Paul Doumer eröffnet wurde, wurde der Zugang der Rue Franklin zur Rue des Réservoirs (heute Rue du Commandant-Schloesing) gesperrt.
Am 21. Dezember 1988 bekam sie den heutigen Namen.

## Sehenswürdigkeiten
- Square de Yorktown: Auf dem Platz zwischen den beiden Trassen zur Avenue Paul Doumer steht ein Denkmal von Benjamin Franklin.[2]
- Nr. 3: Ehemaliges Rathaus der Gemeinde Passy
- Nr. 8: Musée Clemenceau: Hier hatte der keineswegs unumstrittene französische Politiker Georges Clemenceau von 1895 bis zu seinem Tod im November 1929 eine Wohnung, die bis heute unverändert geblieben ist.
- Nr. 25bis: Das Gebäude wurde 1903 von den Brüdern Auguste und Gustave Perret in Stahlbeton errichtet und gilt somit als Vorläufer der Art déco. Das Gebäude wurde 1966 unter Denkmalschutz gestellt.[3]

### In der Nähe

#### Trocadéro und Eiffelturm

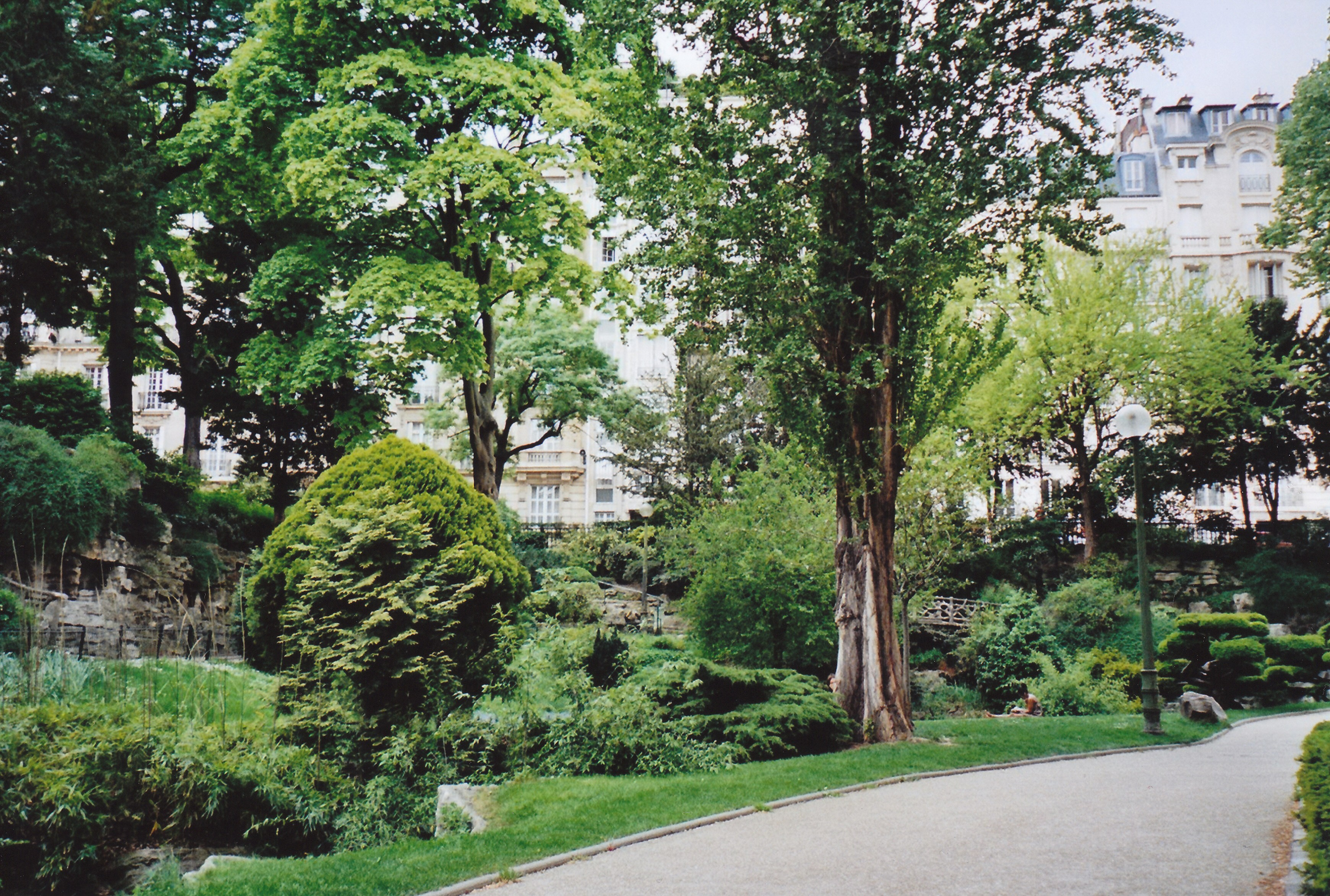
Dieser Park verbindet die Rue Franklin (im Hintergrund) mit dem Palais de Chaillot

Rund um die Rue Benjamin Franklin gibt es mehrere Sehenswürdigkeiten. Auf der rückwärtigen Seite des Südflügels des Palais de Chaillot (am Place du Trocadéro) verlaufend, lädt sie zur Besichtigung desselben und seiner Ausstellungsräume ein. Mit dem Hauptplatz des Palais ist sie auch durch einen Park verbunden (Foto rechts), der unmittelbar hinter der Rue Le Tasse beginnt. An der Ecke zu dieser Privatstraße bietet sich ein zauberhafter Blick auf den Eiffelturm, der auf der anderen Seite der Seine steht.

#### Friedhof von Passy

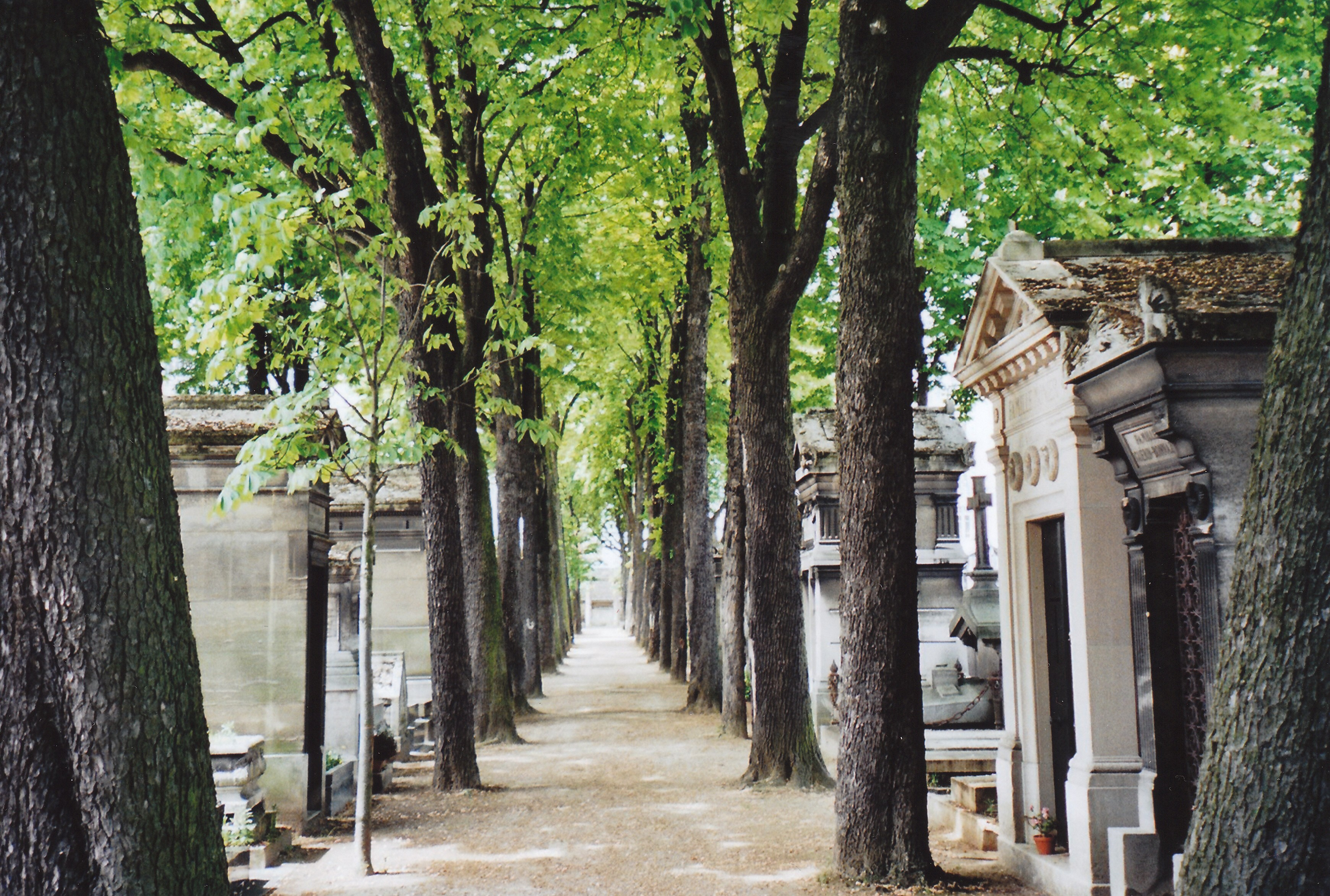
Weg auf dem Friedhof von Passy

Gegenüber dem Franklin gewidmeten Denkmal liegt – auf der anderen Seite der Avenue Paul Doumer – der ebenfalls zu einer Besichtigung einladende Cimetière de Passy, auf dem sich die Grabstätten vieler bedeutender Personen – wie die des Komponisten Claude Debussy (1862–1918), des Politikers Georges Mandel (1885–1944), des Malers Édouard Manet (1832–1883) und des Automobilherstellers Marcel Renault (1872–1903) – befinden.